# Mont Chown
El Mont Chown és una muntanya de les Canadian Rockies, a la província d'Alberta, al Canadà. El cim s'eleva fins als 3.316 msnm i té una prominència de 1.746 metres. Es troba a l'extrem nord-oest del Parc Nacional de Jasper, a la frontera amb el Willmore Wilderness Park. Porta el nom del reverend Samuel Dwight Chown.
La primera ascensió del cim la feren G. Hargeaves i W. Putman el 1924.